# Борисівка (Осикове)
Борисівка (рос. Борисовка) — колишній хутір у Солотвинській волості Житомирського повіту Волинської губернії та Половецькій, Гальчинській, Осиківській і Катеринівській сільських радах Коднянського (Солотвинського), Бердичівського районів і Бердичівської міської ради Житомирської й Бердичівської округ, Вінницької та Житомирської областей.

## Населення
У 1906 році налічувалося 32 жителі, дворів — 1, станом на 1923 рік в поселенні нараховано 18 дворів та 119 мешканців.
Відповідно до перепису населення СРСР 17 грудня 1926 року, чисельність населення становила 185 осіб, з них 90 чоловіків та 95 жінок; етнічний склад: українців — 25, євреїв — 2, поляків — 152, інші — 6. Кількість домогосподарств — 38, з них, неселянського типу — 3.

## Історія
Час заснування — 1840 рік. У 1906 році — хутір Солотвинської волості (5-го стану) Житомирського повіту Волинської губернії. Відстань до повітового та губернського центру, міста Житомир, становила 34 версти, до волосного центру, с. Солотвин — 8 верст. Найближче поштово-телеграфне відділення розташовувалося на станції Рея.
В 1923 році включений до складу Половецької сільської ради. 18 лютого 1923 року, відповідно до рішення Волинської ГАТК (протокол № 1) «Про об'єднання населених пунктів у сільради, зміну складу і центрів сільрад», хутір передано до складу Гальчинської (Гальчинецької) сільської ради Солотвинської волості, котра, від 7 березня 1923 року, увійшла до складу новоствореного Солотвинського (згодом — Коднянський) району Житомирської округи. Розміщувався за 9 верст від районного центру, с. Солотвин, та 3 версти — від центру сільської ради, с. Гальчинець.
17 червня 1925 року, в складі сільської ради, переданий до Бердичівського району Бердичівської округи. У 1925 році включений до складу новоствореної Осиківської польської національної сільської ради Бердичівського району. Відстань до центру сільської ради, с. Осикове — пів версти, до районного та окружного центру, м. Бердичів — 10 верст, до найближчої залізничної станції (Рея) — 6 верст.
3 вересня 1930 року, в складі сільської ради, підпорядкований Бердичівській міській раді, 28 червня 1939 року повернутий до складу відновленого Бердичівського району Житомирської області. 11 серпня 1954 року, внаслідок виконання указу Президії Верховної ради УРСР «Про укрупнення сільських рад по Житомирській області», хутір включено до складу Катеринівської сільської ради Бердичівського району.
27 червня 1969 року об'єднаний із с. Осикове Катеринівської сільської ради Бердичівського району, відповідно до рішення Житомирського облвиконкому № 313 «Про зміни в адміністративно-територіальному поділі».